# لوپ نور
لپ نور سابقاً یک دریاچه آب شور در چین بود که اکنون تقریباً خشک شده‌است. لپ نور در نزدیکی تکله‌مکان و در سین‌کیانگ قرار دارد. قبلاً رود تاریم به آن می‌ریخت اما اکنون این رود قبلاً رسیدن به این منطقه خشک می‌شود. لپ نور یک حوضه بسته محسوب می‌شود که هیچ خروجی آب ندارد و در سال ۱۹۲۸ مساحتی بالغ بر ۳٬۱۰۰ کیلومتر مربع را در بر می‌گرفت اما با ساختن سد روی رودهایش کاملاً خشک شد شد و اکنون با لایه نمکی با ضخامت متغیر بین ۳۰ سانتی‌متر تا یک متر پوشیده شده‌است.
لپ نور به عنوان یک منطقه آزمایشی اتمی استفاده شده‌است و همچنین استخراج‌های معدنی مقیاس بالا از صورت می‌گیرد.